# Afroneta altivaga
Afroneta altivaga là một loài nhện trong họ Linyphiidae.
Loài này thuộc chi Afroneta. Afroneta altivaga được Herman Theodor Holm miêu tả năm 1968.